# Versus (アルバム)
『Versus』（ヴァーサス）は、Mr.Childrenの3枚目のオリジナルアルバム。1993年9月1日にトイズファクトリーから発売された。

## 背景とリリース
前作『Kind of Love』から約9ヶ月ぶりのアルバム。
初回限定盤はクリアスリーブにCDケース、大型の歌詞カードが収められており、上部に「LIMITED EDITION SEE THROUGH DUST COVER」と書かれている。写真はスリーブに印刷され、下のディスクが透けて見える仕様。アートディレクターは信藤三雄率いるContemporary Production。
桜井和寿は本作について、「前回のアルバムっていうのは、わりと歌を聴かせるっていう感じだったんですけど、今回は歌だけじゃなくて、ひとつひとつの楽器の音の必然性とかを考えて作ったんで、自分たちの中ではすごい刺激的なアルバムだと思うし、Mr.Childrenとして、他の音楽と差別化できるような音楽だと思うんですけどね」と語っている。
アルバムタイトルは、前作の流れを継ぐポップな曲とセッション主体で作られたバンドサウンドの曲が対（Versus）になるよう約半分ずつ収録されていること、己の内面での矛盾した2つの要素が戦いあっていることに由来しているという。また、ビンテージの機材やアナログのテープを使用しレコーディングを行うため、収録曲のうち5曲はニューヨークのウォーター・フロント・スタジオでレコーディングされている。
レコーディングは、山中湖でセッションを終えた後、都内のスタジオでプリプロダクションを行い、ニューヨークのスタジオで5曲をレコーディング、都内のヒルトン東京で残りの曲をレコーディングという形で行われた。
本作発売後にホールツアー『'93 Versus Tour』を開催。
本作のマスタリングは前作同様ボブ・ラドウィックが手掛けた。

## チャート成績
オリコンチャートでは初登場3位で自身初のトップ3入りを果たし、累計売上は80.2万枚を記録した（日本レコード協会からはミリオン認定を受けている）。

## 収録内容
| 全編曲: 小林武史 & Mr.Children。 |                                                |                    |                    |       |
| #                                | タイトル                                       | 作詞               | 作曲               | 時間  |
| 1.                               | 「Another Mind」                               | 桜井和寿           | 桜井和寿           | 5:04  |
| 2.                               | 「メインストリートに行こう」(管編曲: 山本拓夫) | 桜井和寿           | 桜井和寿・小林武史 | 3:45  |
| 3.                               | 「and I close to you」                         | 桜井和寿           | 桜井和寿・小林武史 | 4:13  |
| 4.                               | 「Replay」                                     | 桜井和寿           | 桜井和寿           | 4:32  |
| 5.                               | 「マーマレード・キッス」                       | 桜井和寿           | 桜井和寿・小林武史 | 4:37  |
| 6.                               | 「蜃気楼」                                     | 桜井和寿・小林武史 | 桜井和寿・小林武史 | 4:42  |
| 7.                               | 「逃亡者」(管編曲: 山本拓夫)                   | 小林武史           | 小林武史           | 4:10  |
| 8.                               | 「LOVE」                                       | 桜井和寿           | 桜井和寿           | 4:07  |
| 9.                               | 「さよならは夢の中へ」                         | 桜井和寿           | 桜井和寿・小林武史 | 5:44  |
| 10.                              | 「my life」                                    | 桜井和寿           | 桜井和寿           | 4:27  |
| 合計時間:                        | 合計時間:                                      | 合計時間:          | 合計時間:          | 45:21 |

## 楽曲解説
1. Another Mind
  - 後にドキュメンタリー映画『Mr.Children / Split The Difference』で演奏された。
2. メインストリートに行こう
  - 当時のライブでは盛り上げの定番として披露される機会が多く、『Mr.Children Hall Tour 2017 ヒカリノアトリエ』で20年振りに披露された。このライブ音源はシングル『himawari』のカップリングとして収録されている。
  - 2014年に開催されたファンクラブ限定ツアー『Mr.Children FATHER&MOTHER 21周年ファンクラブツアー』の直前に行われた「会員が最もライブで聴きたい曲」アンケートでは26位に選ばれた[3][注 1]。
3. and I close to you
  - 後に4thシングル『CROSS ROAD』のカップリング曲としてシングルカットされた。
  - 桜井がボビー・ウーマックに憧れたのがきっかけで書かれた曲。
  - 2011年に開催された『ap bank fes '11 Fund for Japan』では、スキマスイッチがBank Bandと共にこの曲を披露した。
4. Replay
  - 3rdシングル。
5. マーマレード・キッス
  - 山中湖の合宿内のセッションで完成した楽曲[2]。小林武史が適当にコードを鳴らし、桜井がそこにメロディーを付けていく遊びをしていた最中に思い浮かんだという。
  - 桜井は当時のインタビューで「たとえば雨に濡れるというのと女性が濡れるというのをかけてあったり、初めての人のことというのも当然初体験のことだし。生まれてきたわけというのももちろんSEXをしなければ生まれてこなかったわけでしょう」と語っている。
6. 蜃気楼
  - こちらも山中湖の合宿で作られた楽曲。自分の中にある裏腹な気持ち、矛盾し合う気持ちを描いたという。
  - ニューヨークでレコーディングが行われたが、当初は歌詞が存在しなかったという[2]。
  - 歌詞に登場する「気狂いピエロ」はジャン＝リュック・ゴダールの映画のタイトルから。なお、この楽曲での「気狂い」の読み方はきちがいではなくきぐるいである。
7. 逃亡者
  - 鈴木英哉がボーカルを担当している2曲の内の1曲で、インストゥルメンタルを除くとMr.Childrenの作品では桜井が作詞作曲に関わっていない唯一の曲。
  - 鈴木はヒルトン東京の浴衣を着用しながら歌入れを行なったという。
8. LOVE
  - 微妙な関係の男女の愛を表現した楽曲で、サビの展開は山中湖での合宿中に考えられた[4]。中川敬輔の友人がこの歌詞を大学の卒業論文のテーマにしたと言われている[4]。
  - 桜井曰く「この娘もいいな、あの娘も良いなって気持ち、そのまま書いた（笑）」という[4]。
  - アルバム曲ながらもファンの人気が高く、後にベスト・アルバム『Mr.Children 1992-1995』に収録された。
9. さよならは夢の中へ
  - ギターはロータリースピーカーに繋げて録音されている。
  - ライブでは1995年に行われた『Mr.Children　STADIUM TOUR Hounen Mansaku 夏祭り1995 空(ku:)』の数公演で披露されて以降、セットリスト入りしていない。
10. my life
  - 歌詞に登場する「62円」は当時の封書での郵便料金のこと（定形25gの料金、1989年4月1日の消費税施行(施行前60円)から1994年1月24日の値上げ(80円)まで）[4]。
  - 鈴木は当時女の子に振られるたび「俺ってまたmy lifeしちゃったよぉ～」と呟いていたらしい[4]。
  - 桜井は「なんとなく頭のとこからスラスラ出てきた」と語っており[4]、同じ世代感を持った人に共感してもらうため歌詞に「テレビゲーム」や先述した「郵便料金」を入れているとのこと。
  - こちらもファンの人気が高く、後にベスト・アルバム『Mr.Children 1992-1995』にも収録された。

## 参加ミュージシャン
- Mr.Children
  - 桜井和寿：Vocal, Guitar
  - 田原健一：Guitar
  - 中川敬輔：Bass
  - 鈴木英哉：Drums
- 小林武史：Keyboards
- Carol Steele：Percussion
- 山本拓夫：Tenor & Baritone Sax, Recorder
- 村田陽一：Trombone
- 荒木敏男：Trumpet
- 松本賢：Computer Programming

## ライブ映像作品
| 曲名                     | 作品名                                               |
| ------------------------ | ---------------------------------------------------- |
| Another Mind             | Mr.Children / Split The Difference                   |
| メインストリートに行こう | Mr.Children、ヒカリノアトリエで虹の絵を描く          |
| メインストリートに行こう | 【es】 Mr.Children in FILM                           |
| and i close to you       | 【es】 Mr.Children in FILM                           |
| Replay                   | →「 Replay#ライブ映像作品 」を参照                   |
| 蜃気楼                   | 【es】 Mr.Children in FILM                           |
| LOVE                     | Mr.Children CONCERT TOUR POPSAURUS 2001              |
| LOVE                     | MR.CHILDREN TOUR POPSAURUS 2012                      |
| my life                  | regress or progress '96-'97 tour final IN TOKYO DOME |
| my life                  | ap bank fes '07                                      |
| my life                  | Mr.Children "HOME" TOUR 2007 -in the field-          |